# Sugar Lyn Bear
Sugar Lyn Beard właśc. Stephanie Lyn Beard (ur. 27 sierpnia 1981) – kanadyjska aktorka filmowa, telewizyjna i głosowa, a także piosenkarka, prezenterka telewizyjna i spikerka radiowa.
Używa też pseudonimów "Suga BayBee" w radiu oraz "Sugar" w programie tv The Zone.